# Bejaten
Bejaten is een bestuurslaag in het regentschap Semarang van de provincie Midden-Java, Indonesië. Bejaten telt 898 inwoners (volkstelling 2010).